# تپه‌های کاهوکیا
تپه‌های کاهوکیا (به انگلیسی: Cahokia) از یادبود سرخ‌پوستان و میراث فرهنگی ایالات متحده آمریکا در ایلینوی است.
سرخ‌پوستان آمریکا سازنده این بناها در حدود قرن ۸ میلادی بوده‌اند.
این مکان به‌عنوان یک میراث فرهنگی ملی آمریکا و یک مکان میراث جهانی یونسکو نیز می‌باشد.

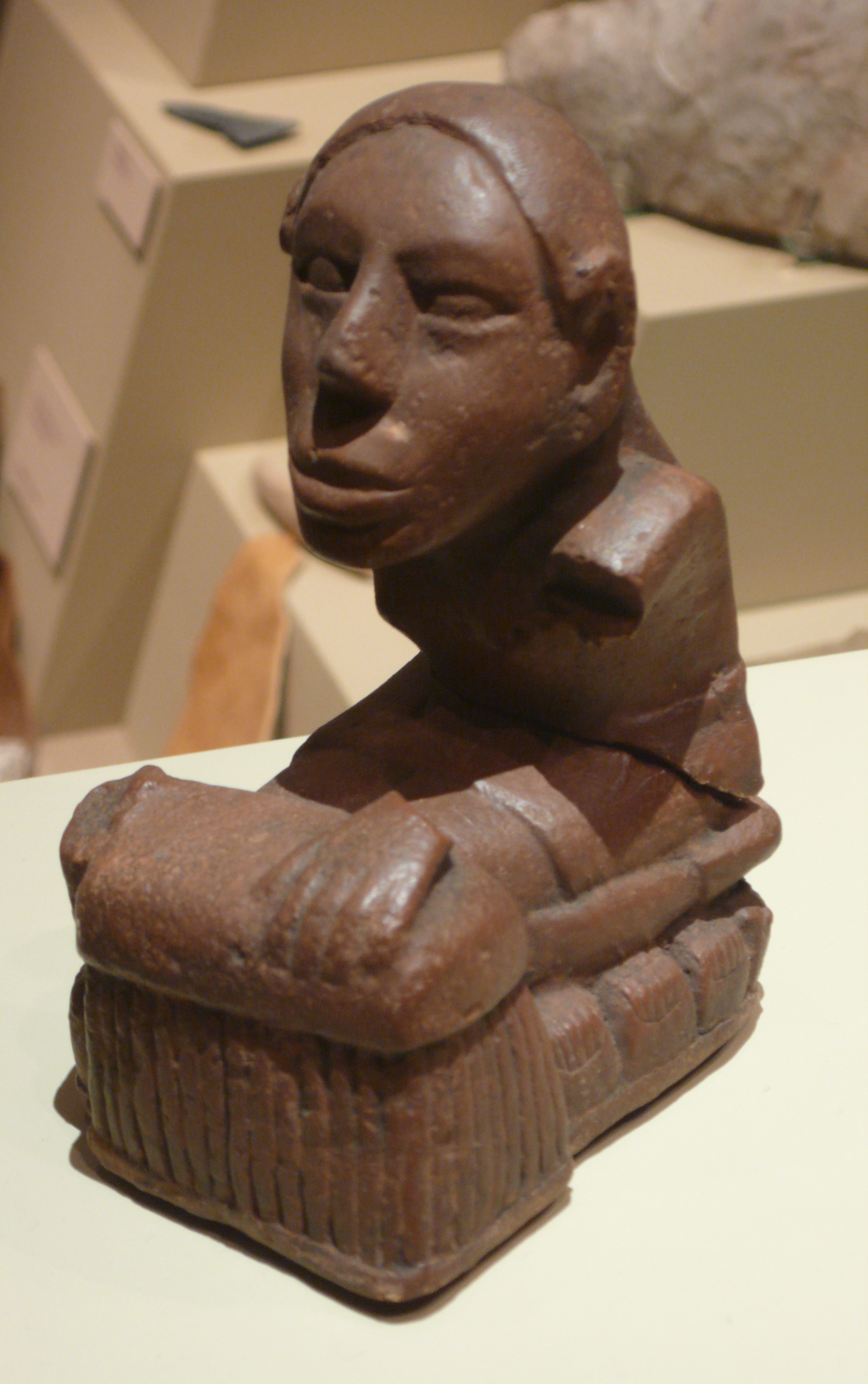
آثار مکشوف از محوطه